# 珀爾修斯家族
珀爾修斯家族（Perseides）在希臘神話中是柏修斯和安朵美達所生的後代。根據瓦萊里烏斯·弗拉庫斯對珀爾修斯的說法，海神俄刻阿尼得斯和柏修斯之子佩斯，都是珀爾修斯家族的成員。
在希臘黑暗時代之後，傳統上認為柏修斯和他的後裔珀爾修斯在邁錫尼時代統治提林斯，而珀爾修斯的曾祖父普羅埃圖斯的後裔則統治阿爾戈斯。
柏修斯和安朵美達有七個兒子：佩斯、 阿耳忒彌斯、赫利俄斯、麥斯特、斯忒涅洛斯、艾利克屈昂和西努斯，以及兩個女兒戈耳戈福涅和奧特希特。佩斯被留在衣索比亞 (神話)，被認為是波斯帝國的祖先。其他後裔統治著邁錫尼，從艾利克屈昂一直到尤裏斯提烏斯，之後阿特柔斯獲得了王國。最著名的珀爾塞德人是希臘最偉大的英雄，是宙斯和艾利克屈昂的女兒阿爾克墨涅的兒子海克力斯。

## 註解
1. ↑  Valerius Flaccus v. 582, vi. 495.
2. ↑  .   [2009-01-02]. （原始内容存档于2018-02-15）.
3. ↑  .   [2023-06-19]. （原始内容存档于2023-05-23）.